# 1080° Avalanche
1080° Avalanche, som släpptes i Japan som 1080° Silverstorm (テン·エイティ シルバーストーム Ten Eiti Shirubāsutōmu?), är ett snowboardspel för Nintendo GameCube, utvecklad av Nintendos egenutvecklingsstudio Nintendo, och publicerad av Nintendo. Avalanche är en uppföljare till 1080 ° Snowboarding för Nintendo 64.